# Headfirst Slide Into Cooperstown on a Bad Bet
«Headfirst Slide Into Cooperstown on a Bad Bet» es una canción y sencillo de la banda norteamericana de rock Fall Out Boy este es el primer sencillo digital (tercer sencillo en el Reino Unido) de su quinto álbum Folie à Deux . Fue lanzado como parte de la acumulación para el nuevo álbum en iTunes el 7 de octubre de 2008. El videoclip de la canción se estrenó después del de What a Catch, Donnie, aun cuando esta canción se estrenara antes de aquella 
El título de la canción se refiere a los antiguos Grandes Ligas de Béisbol jugador Pete Rose, conocido por deslizamiento de cabeza en las bases. Rose acordó no volver a jugar béisbol nuevamente debido a un escándalo de apuestas acusado durante la reproducción y la gestión de la Cincinnati Reds y es probable que se mantengan fuera de la Salón de la Fama, ubicada en Cooperstown, Nueva York, a causa de ella. Esta canción fue originalmente titulada «Does your husband know?» (¿Lo sabe tu esposo?, en inglés). 

## Composición
La canción fue compuesta por Pete Wentz, Joseph Trohman, Patrick Stump y Andrew Hurley. Fue coproducida por Stump y Wentz.

## Vídeo
El vídeo de Headfirst Slide Into Cooperstown on a Bad Bet fue lanzado el 28 de agosto de 2009, al mismo tiempo en la cuenta del director Shane Valdez en Vimeo, y a través de FriendsOrEnemies 'Decaydancerecords', y cuentas oficiales de YouTube. Se puede considerar a la vez un vídeo musical oficial de la canción, y un cortometraje de Shane Valdez. El título del video musical fue denominado «A weekend at Pete Rose's», ("Un fin de semana en lo de Pete Rose" en español), que se refiere al exjugador de Grandes Ligas de Béisbol, Pete Rose. El concepto del video refleja la comedia negra de 1989 Weekend at Bernie's ("Un fin de semana en lo de Bernie" en español) 
El vídeo inicia con Brendon Urie y Spencer Smith de Panic! at the Disco corriendo por los suburbios, mientras que Brendon trata de adivinar la película favorita de Spencer de la década de los 80's. Se dirigen a la playa, donde están esperando encontrarse con Pete Wentz. Spencer sugiere que Brendon debe llamar a Pete, pero pronto lo ven sentado cerca de la orilla de la playa. Para su sorpresa, encuentran que él está muerto. Esto es lo que pasó después del video de "What a Catch, Donnie", video en el que Pete se hunde con un barco. Su cuerpo, después de los sucesos del video anterior, llega hasta la orilla de la playa. En lugar de pedir ayuda, se llevan el cadáver para pasear por la ciudad para divertirse un rato. Hacen que parezca que está vivo para que a gente no sospeche (atarse los cordones de sus propios zapatos mientras está caminando para hacerse parecer que camina por su cuenta, manteniendo las manos en los bolsillos para que le de onda). Después de ir a una feria de juegos, llevan el cuarpo de Pete a la orilla de la playa donde lo encontraron. Toman su sombrero y su sudadera y luego le dan las gracias por su teléfono celular, dinero y "las memorias" (en referencia a una canción anterior de Fall Out Boy single, "Thnks fr th Mmrs"). Durante los créditos del vídeo, Brendon y Spencer se escucha tararear el tema de cierre de Jurassic Park.